# منعم يوسف
منعم يوسف إبراهيم 1981م، هو مدافع كرة قدم عراقي سابق لعب مع المنتخب العراقي تحت 20 سنة في بطولة العالم للشباب لكرة القدم 2001.
أيضا لعب في مباراتين مع المنتخب الوطني عام 2002.